# Campeonato Uruguaio de Futebol de 1945
O Campeonato Uruguaio de Futebol de 1945 foi a 14ª edição da era profissional do Campeonato Uruguaio. O torneio consistiu em uma competição com dois turnos, no sistema de todos contra todos. O campeão foi o Peñarol.

## Classificação[2]
| Pos | Equipe               | Pts | J  | V  | E | D  | GP | GC | SG  |
| --- | -------------------- | --- | -- | -- | - | -- | -- | -- | --- |
| 1°  | Peñarol              | 31  | 18 | 15 | 1 | 2  | 60 | 19 | 41  |
| 2°  | Nacional             | 25  | 18 | 10 | 5 | 3  | 54 | 28 | 26  |
| 3°  | Defensor             | 22  | 18 | 8  | 6 | 4  | 37 | 31 | 6   |
| 4°  | River Plate          | 21  | 18 | 8  | 5 | 5  | 33 | 29 | 4   |
| 5°  | Central              | 19  | 18 | 8  | 3 | 7  | 39 | 37 | 2   |
| 6°  | Rampla Juniors       | 19  | 18 | 7  | 5 | 6  | 31 | 33 | -2  |
| 7°  | Liverpool            | 14  | 18 | 4  | 6 | 8  | 31 | 35 | -4  |
| 8°  | Miramar              | 14  | 18 | 6  | 2 | 10 | 25 | 42 | -17 |
| 9°  | Montevideo Wanderers | 8   | 18 | 2  | 4 | 12 | 16 | 40 | -24 |
| 10° | Sud América          | 7   | 18 | 2  | 3 | 13 | 26 | 58 | -32 |

|  | Campeão.                     |
|  | Rebaixado à Segunda Divisão. |

Promovido para a próxima temporada: Progreso.
| Campeonato Uruguaio de 1945  |
| ---------------------------- |
| Peñarol Campeão (18º título) |